# Motorola 68040

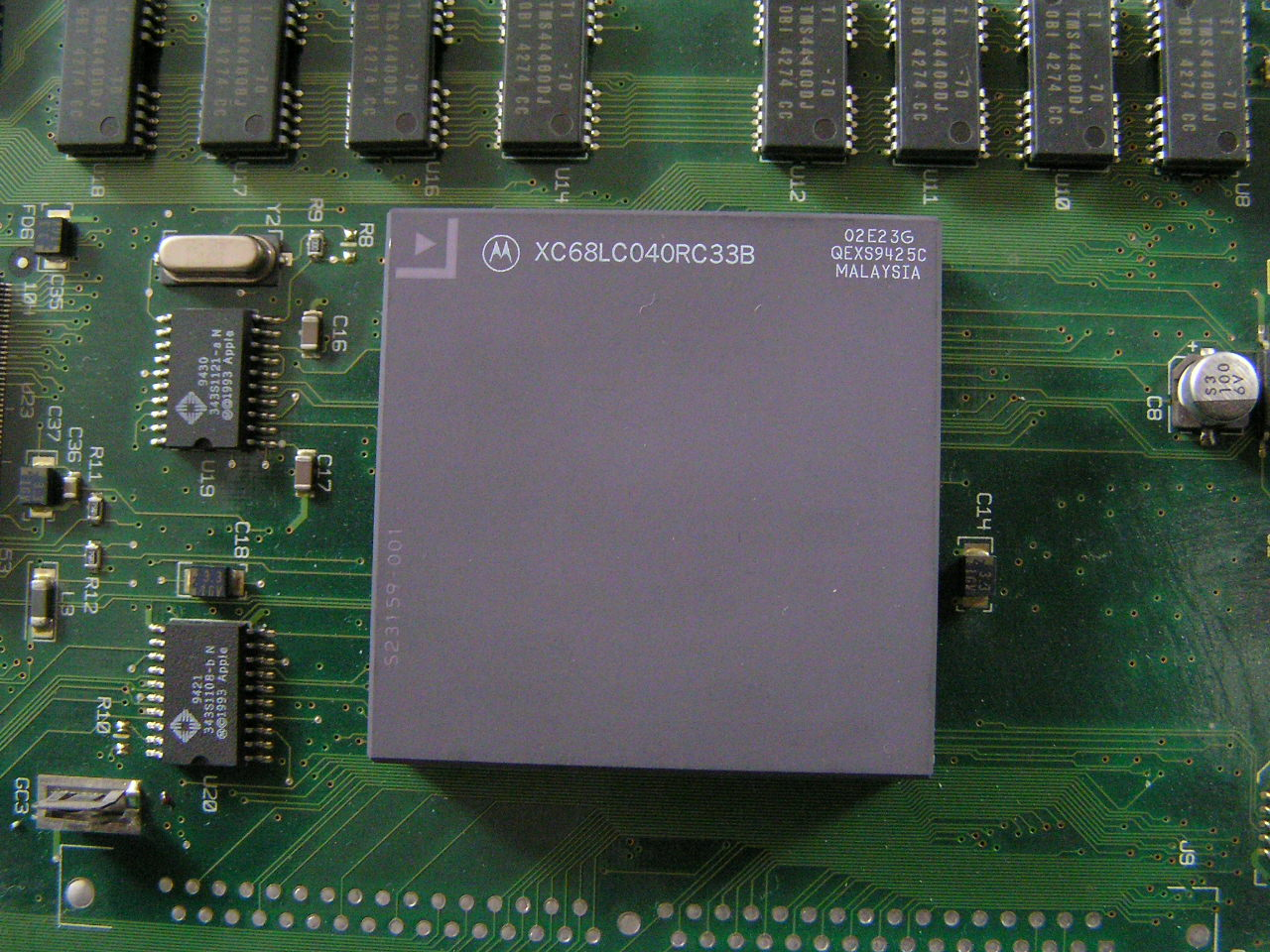
Motorola 68LC040 / 33 MHz

Motorola 68040 je mikroprocesor architektury CISC z řady 680x0, který vyráběla firma Motorola. Jejím předchůdcem byl procesor Motorola 68030, další procesor v řadě se jmenoval Motorola 68060. Nejrychlejší procesor 68040 měl frekvenci 40 MHz a byl použit zejména v multimediálním počítači Macintosh Quadra 840AV.
Motorola 68LC040 je laciným mikroprocesorem z řady Motorola 680x0. Hlavním rozdílem mezi originálním procesorem 68040 a touto ořezanou variantou je absence FPU jednotky. Procesor 68LC040 však pořád je, v mnoha případech, výrazně rychlejší než starší procesory Motorola 68020 a Motorola 68030. Varianta Motorola 68EC040 postrádá navíc MMU jednotku. Procesor 68EC040 se často používal v jednoúčelových embedded systémech.